# Лапидариум (Стара Загора)
Лапидариумът в Стара Загора е част от Регионалния исторически музей. Намира се на открито, в двора на музея, като представлява сцена, пригодена за концерти и театрални представления.
Типично за всеки лапидариум (на латински: lapidarium, от lapis – „скала, камък“), в него са подредени каменни археологически останки, в случая античен басейн и стилобат.

## Местоположение
Намира се в източния двор на РИМ – Стара Загора, бул. „Руски“ №42, с вход от ул. „Димитър Наумов“.

## История
Лапидариумът към РИМ – Стара Загора е изграден през 2008 г., като в пределите му е открита късноантична подова мозайка (9 на 2,5 m2), датирана от втората половина на IV век.

## Културни дейности
На сцената на лапидариума изнася богат репертоар от театрални представления Драматичен театър „Гео Милев“ – Стара Загора. Гостуват театри и музикални групи от страната и чужбина. Сцената се ползва и за поетични рецитали, демонстрации и ученически занимания за деца в сформирани ателиета. Гостуват и временни експозиции.